# Corrente de Prata
A corrente de prata refere-se a um tipo de joia feita de prata, usada amplamente em colares, pulseiras e outros acessórios. Conhecida por seu brilho e durabilidade, a corrente de prata é um item clássico tanto na moda masculina quanto feminina.

## História
O uso de prata na fabricação de joias remonta a milhares de anos. A prata foi valorizada por civilizações antigas como os egípcios, romanos e gregos. As técnicas de fabricação de correntes de prata evoluíram ao longo dos séculos, com avanços significativos na era moderna, permitindo uma maior variedade de designs e acabamentos.

## Características
- Material: Correntes de prata são tipicamente feitas de prata esterlina (prata 925), composta por 92,5% de prata pura e 7,5% de outros metais, geralmente cobre.[3]
- Durabilidade: A adição de outros metais torna a prata mais resistente ao desgaste e à deformação.
- Aparência: A prata esterlina tem um brilho intenso e pode ser polida para um acabamento espelhado.

## Modelos de Correntes de Prata Masculina

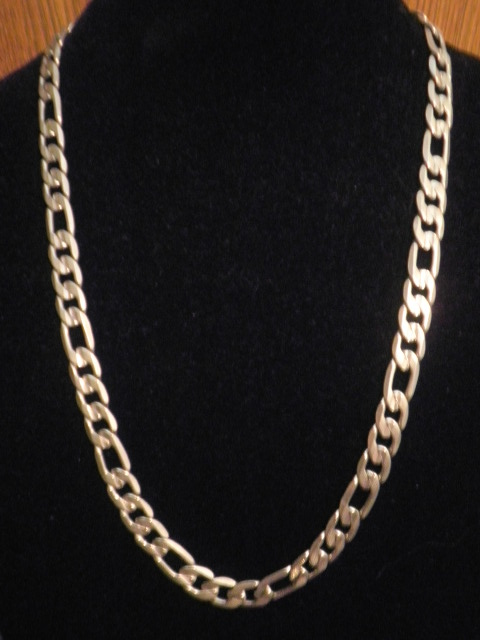

Existem diversos modelos de correntes de prata masculina que atendem a diferentes estilos e preferências. Alguns dos modelos mais populares incluem:
- Corrente Veneziana: Caracteriza-se por seus elos quadrados interligados, criando um visual elegante e discreto.
- Corrente Cartier: Apresenta elos ovais intercalados, sendo uma escolha popular pela sua versatilidade e sofisticação.
- Corrente Grumet: Conhecida por seus elos planos e entrelaçados, oferecendo um design clássico e robusto.
- Corrente Singapura: Possui um design torcido que reflete a luz de maneira única, proporcionando um brilho especial.
- Corrente de Bolinhas: Consiste em pequenas esferas ligadas, criando um visual moderno e descontraído.

## Uso e Aplicações
- Joias: Utilizadas em colares, pulseiras, tornozeleiras e pingentes.
- Moda: Acessório versátil, adequado para estilos casuais e formais.
- Presentes: Frequentemente escolhidas como presentes devido ao seu apelo universal e valor estético.

## Cuidados e Manutenção
Para manter a beleza e durabilidade da corrente de prata, é importante seguir alguns cuidados:
- Limpeza Regular: Utilize produtos específicos para limpeza de prata ou uma solução caseira de água e bicarbonato de sódio. É importante usar métodos suaves para evitar danos às correntes de prata masculina.
- Armazenamento: Guarde a corrente em local seco e protegido, preferencialmente em uma caixa forrada com tecido macio.
- Evitar Produtos Químicos: Evite o contato com produtos químicos, como perfumes e loções, que podem danificar a prata.

## Ligações Externas
- [Vedovatto Semijoias - Correntes de Prata](https://www.vedovattosemijoias.com.br/blog/corrente-prata)
- [Royal Society of Chemistry - Silver](https://www.rsc.org/periodic-table/element/47/silver)
- [Instituto Brasileiro de Mineração (IBRAM) - Mineração](https://ibram.org.br/)
- [Universidade Federal de Minas Gerais (UFMG) - Pesquisa](https://www.ufmg.br/pesquisa/)
- [Biblioteca Digital Brasileira de Teses e Dissertações (BDTD)](http://bdtd.ibict.br/)